# ハラ (映画)
『ハラ』（原題:Hala）は2019年に配信されたアメリカ合衆国の青春映画である。監督はミナル・ベイグ、主演はジェラルディン・ヴィスワナサンが務めた。
なお、本作では主要な製作スタッフの多くに女性が起用されており、その比率は65%にも上っている。

## 概略
イリノイ州シカゴ。17歳のハラ・マスードはパキスタン出身の母（エラム）から敬虔なイスラム教徒として生きることを求められていた。しかし、ハラは高校でアメリカ的な個人の自由にも触れており、アメリカとイスラムという2つの文化圏の狭間で苦悩していた。クラスメートのジェシーと親しくなった際にも、ハラは頭の片隅で「彼と親しくなれば神の教えに背くことになるが、それでも良いのだろうか」と自問していた。そんなある日、ハラは家族にまつわるとんでもない秘密を知ってしまう。

## キャスト
- ジェラルディン・ヴィスワナサン - ハラ・マスード（吹替：足立由夏）
- ジャック・キルマー - ジェシー（吹替：バトリ勝悟）
- プルビ・ジョシ - エラム・マスード（吹替：城内由茄子）
- アザド・カーン - ザヒード・マスード（吹替：落合弘治）
- ガブリエル・ルナ - ミスター・ローレンス（吹替：小林親弘）
- アンナ・クラムスキー - シャノン・テイラー（吹替：佐古真弓）
- テイラー・ブリム - メラニー（吹替：川庄美雪）

## 製作
2017年11月29日、ジェラルディン・ヴィスワナサン、ジャック・キルマー、アンナ・クラムスキー、ガブリエル・ルナ、プルビ・ジョシ、アザド・カーンが本作に出演するとの報道があった。2019年12月10日、レイクショア・レコーズが本作のサウンドトラックを発売した。

## 公開・マーケティング
2019年1月26日、本作はサンダンス映画祭でプレミア上映された。28日、Apple TV+が本作の配信権を獲得したと報じられた。10月18日にはシカゴ映画祭での上映が行われた。11月5日、本作のオフィシャル・トレイラーが公開された。18日、本作はAFIフェストで上映された。

## 評価
本作は批評家から絶賛されている。映画批評集積サイトのRotten Tomatoesには33件のレビューがあり、批評家支持率は88%、平均点は10点満点で8.79点となっている。サイト側による批評家の見解の要約は「主演のジェラルディン・ヴィスワナサンのパワフルな演技のお陰で、『ハラ』はある若い女性が本当の自分を発見するまでの道程を深い洞察を交えて描き出せている。」となっている。また、Metacriticには11件のレビューがあり、加重平均値は75/100となっている。